# Lego Worlds
Lego Worlds är ett sandboxspel utvecklat av Traveller's Tales och utgivet av Warner Bros. Interactive Entertainment. Spelet låter spelare bygga konstruktioner i en tredimensionell processormässigt genererad värld. En beta-version av spelet släpptes den 1 juni 2015 på Steam Early Access. Spelet släpptes den 7 mars 2017 till Microsoft Windows, Playstation 4 och Xbox One. En version till Nintendo Switch släpptes den 5 september 2017 i Nordamerika och den 8 september 2017 i Europa.